# K2-3d
K2-3d，或稱為EPIC 201367065 d，是環繞紅矮星K2-3的一顆巨型類地太陽系外行星，是該恆星所屬三顆行星中距離母星最遠者。該行星距離地球137光年（42秒差距），天球上位於獅子座。該行星是由觀測行星通過母恆星盤面前方，使母恆星光度下降的凌日法發現的。該行星也是克卜勒太空望遠鏡第二階段任務「第二道光」（Kepler "Second Light"，簡稱 K2）開始後第一顆編號後綴 "d" 的系外行星。K2-3d發現於2015年1月。

## 行星狀態

### 質量、半徑、密度與表面溫度
K2-3d是質量和體積大於地球，但小於天王星和海王星等冰巨行星的超級地球。它的表面溫度約280 K（7 °C），半徑則是1.61 R🜨。正常來說，這樣體積的行星應該是沒有固態表面的迷你海王星。但在如此體積之下該行星的密度卻不尋常的大（11.7±6.7 g/cm3），成為先前系外行星類型規則中的一個特例，而被認為擁有固態表面。該行星的密度遠大於鐵，如果該行星的組成可能絕大部分是純鐵，並夾雜矽酸鹽類的岩石，質量大約是7.5 M🜨。另一種可能性較低的狀況是完全純鐵組成，質量則達到地球的14倍。

### 母恆星
K2-3d的母恆星是M型紅矮星K2-3，該恆星旁有三顆行星，其中K2-3d的軌道週期最長。K2-3的質量為0.60 M☉，半徑則是0.56 R☉。它的表面溫度約3896 K，年齡約10億年；相較之下，太陽年齡約46億年，表面溫度5778 K。
K2-3的視星等是肉眼不可見的12.17。

### 軌道狀態
K2-3d的軌道週期為44日，軌道半徑則是0.2天文單位（距離太陽最近的水星為0.38天文單位） 。

## 適居性
K2-3d位於母恆星周圍經驗上判定的適居帶內側邊緣，因此如有適當的大氣組成與氣壓，液態水可能存在於行星表面。但它可能因為極為靠近母恆星，而被母恆星潮汐鎖定，也就是一面永遠面對母恆星，而永遠背對母恆星的另一面則永遠是夜間。即使如此，行星晝夜交界的區域晨昏圈的表面溫度可能是液態水能存在的溫度。然而，基於母恆星適居帶參數模擬的結果則顯示K2-3d在適居帶內緣的外側不遠處，因此可能溫度過高不適合生命存在。此外，K2-3d表面極大的重力也可能對生命存在造成阻礙。並且母恆星對該行星的輻射量為地球接收自太陽的1.4倍，將使行星表面溫度因為失控溫室效應而達到400—500 K（127—227 °C）。 

## 發現
K2-3d是與K2-3行星系的另外兩顆行星一起發現於2015年1月上旬，是克卜勒太空望遠鏡第二階段任務的第一批發現的一部分，也是該階段第一個被發現的多行星系統。